# Švadlenka (film)
Švadlenka je česká filmová komedie režiséra Martina Friče roku 1936.

## Obsazení
| Lída Baarová        | švadlenka Líza Bártová                   |
| Theodor Pištěk      | hodinář Bárta, Lízin otec                |
| Ludmila Babková     | Lízina matka                             |
| Hugo Haas           | pařížský král módy François Lorraine     |
| Bedřich Veverka     | Alfons, Lorrainův sekretář               |
| Adina Mandlová      | Mici, Lorrainova milenka                 |
| Růžena Šlemrová     | majitelka salonu Yvette                  |
| Věra Ferbasová      | švadlenka Tonka                          |
| Václav Trégl        | školník Houžvička, otec Tonky            |
| Vladimír Borský     | majitel továrny na auta Jan Tomáš Krejčí |
| Jaroslav Marvan     | profesor učitelského ústavu              |
| Eman Fiala          | noční hlídač                             |
| Čeněk Šlégl         | reportér                                 |
| Milka Balek-Brodská | příbuzná Lízy                            |
| Miloš Šubrt         | příbuzný Lízy                            |
| Eliška Jílková      | příbuzná Lízy                            |
| Pavla Stolzová      | hostinská                                |
| Karel Němec         | telegrafní posel                         |
| Jan W. Speerger     | krejčí Jana Tomáše Krejčího              |
| Darja Hajská        | švadlenka s copy                         |
| Jožka Šaršeová      | švadlenka                                |
| Eliška Pleyová      | modelka                                  |
| Julius Baťha        | vrátný v hotelu Imperial                 |
| Václav Menger       | průvodčí v autobusu                      |
| Eduard Šimáček      | novinář                                  |
| Václav Štrup        | listonoš                                 |
| Alois Dvorský       | majitel starého auta                     |
| Jan Sinnreich       | učitel                                   |
| Frank Rose-Růžička  | automontér                               |
| Willy Ströminger    | fotograf                                 |

## Tvůrci
- Scenario: V. Wasserman
- Fotografie: Ferd. Pečenka
- Stavby: Arch. Št. Kopecký
- Hudba: Dr. Kalaš
- Režie: Mac Frič
- Vyrobily: AB AKC. Filmové Továrny na Barrandově
- Zvuk: J. Zora na aparatuře Tobis-Klangfilm
- Monopol: UFA Praha